# Persone di nome Marian
| Questa pagina contiene informazioni ricavate automaticamente dalle voci biografiche con l'ausilio del template Bio e di un bot. L'aggiornamento è periodico e automatico e ricostruisce completamente la pagina. Se manca una persona in questa lista, sei pregato di non aggiungerla, ma accertati piuttosto che la sua voce biografica contenga il template Bio e che i dati anagrafici siano correttamente compilati. Se il template Bio manca, inseriscilo tu stesso o, in alternativa, metti l'avviso {{tmp\|Bio}} che ne segnala la mancanza. Se i dati riportati sono sbagliati, correggi direttamente la voce biografica; le modifiche saranno visibili in questa lista entro pochi giorni. Per chiarimenti vedi il progetto antroponimi. La lista contiene solo le 78 persone che sono citate nell'enciclopedia e per le quali è stato implementato correttamente il template Bio. Pagina aggiornata al 16 ott 2024. |

Questa è una lista di persone presenti nell'enciclopedia che hanno il prenome Marian, suddivise per attività principale.

## Allenatori di calcio(1)
- Marijan Hristov, allenatore di calcio e ex calciatore bulgaro (Botevgrad, n. 1973)

## Arbitri di calcio(1)
- Marian Barbu, arbitro di calcio rumeno (Făgăraș, n. 1988)

## Architetti(1)
- Marian Spychalski, architetto, generale e politico polacco (Łódź, n. 1906 - Varsavia, † 1980)

## Arcivescovi cattolici(1)
- Marian Gołębiewski, arcivescovo cattolico polacco (Trzebuchów, n. 1937 - Breslavia, † 2024)

## Artiste(1)
- Marian Zazeela, artista, musicista e coreografa statunitense (New York, n. 1940 - New York, † 2024)

## Astronomi(1)
- Marian Rudnyk, astronomo statunitense

## Attiviste(3)
- Marian Ellis, attivista inglese (Nottingham, n. 1878 - Londra, † 1952)
- Marian Reeves, attivista britannica (Lewisham, n. 1879 - † 1961)
- Marian Wright Edelman, attivista statunitense (Bennettsville, n. 1939)

## Attori(1)
- Marian Dziędziel, attore polacco (Gołkowice, n. 1947)

## Attrici(9)
- Marian Arahuetes, attrice e regista spagnola (Madrid, n. 1987)
- Marian Marsh, attrice statunitense (Trinidad e Tobago, n. 1913 - Palm Desert, † 2006)
- Marian Mercer, attrice e cantante statunitense (Akron, n. 1935 - Newbury Park, † 2011)
- Marian Nixon, attrice statunitense (Superior, n. 1904 - Los Angeles, † 1983)
- Marian Seldes, attrice statunitense (New York, n. 1928 - New York, † 2014)
- Marian Shockley, attrice statunitense (Kansas City, n. 1908 - Los Angeles, † 1981)
- Marian Winters, attrice statunitense (New York, n. 1920 - New York, † 1978)
- Marian Zapico, attrice spagnola (Madrid, n. 1982)
- Marian Álvarez, attrice spagnola (Madrid, n. 1978)

## Biatleti(1)
- Marian Málek, biatleta ceco (Ústí nad Orlicí, n. 1975)

## Calciatori(8)
- Marian Aliuță, ex calciatore rumeno (Bucarest, n. 1978)
- Marian Damaschin, ex calciatore rumeno (Urziceni, n. 1965)
- Marian Danciu, calciatore rumeno (Târgu Cărbunești, n. 2002)
- Marian Ivan, ex calciatore rumeno (Bucarest, n. 1969)
- Marian Ostafiński, ex calciatore polacco (n. 1946)
- Marian Pleașcă, calciatore rumeno (Caracal, n. 1990)
- Marian Spoida, calciatore polacco (Poznań, n. 1901 - Katyn', † 1940)
- Marian Szeja, calciatore polacco (Siemianowice Śląskie, n. 1941 - Wałbrzych, † 2015)

## Cantanti(2)
- Marian Aas Hansen, cantante norvegese (Ski, n. 1975)
- Marian van de Wal, cantante olandese (Vianen, n. 1970)

## Cantautrici(1)
- Marian Trapassi, cantautrice italiana (Palermo, n. 1970)

## Cardinali(1)
- Marian Jaworski, cardinale e arcivescovo cattolico polacco (Leopoli, n. 1926 - Cracovia, † 2020)

## Cestiste(2)
- Marian Millen, ex cestista inglese (Gravestend, n. 1956)
- Marian Washington, ex cestista e allenatrice di pallacanestro statunitense (West Chester, n. 1946)

## Cestisti(2)
- Marian Kotleba, ex cestista cecoslovacco (Bratislava, n. 1952)
- Marian Marinache, ex cestista rumeno (n. 1960)

## Compositori di scacchi(1)
- Marian Wróbel, compositore di scacchi polacco (Leopoli, n. 1907 - Varsavia, † 1960)

## Contralti(1)
- Marian Anderson, contralto statunitense (Filadelfia, n. 1897 - Portland, † 1993)

## Designer(1)
- Marian Bantjes, designer canadese (Canada, n. 1963)

## Dirigenti sportivi(1)
- Marian Kozłowski, dirigente sportivo e giornalista polacco (Varsavia, n. 1927 - Varsavia, † 2004)

## Fisici(1)
- Marian Smoluchowski, fisico e geofisico polacco (Vorderbrühl, n. 1872 - Cracovia, † 1917)

## Ginnaste(1)
- Marian Barone, ginnasta statunitense (Filadelfia, n. 1924 - Richmond, † 1996)

## Ginnasti(1)
- Marian Drăgulescu, ginnasta rumeno (Bucarest, n. 1980)

## Giocatori di football americano(1)
- Marian Menden, giocatore di football americano tedesco (n. 2001)

## Ingegneri(1)
- Marian Mazur, ingegnere polacco (Radom, n. 1909 - Varsavia, † 1983)

## Matematici(1)
- Marian Rejewski, matematico e crittografo polacco (Bydgoszcz, n. 1905 - Varsavia, † 1980)

## Militari(2)
- Marian Bełc, militare e aviatore polacco (Paplin, n. 1914 - aeroporto di Babdown Farm, † 1942)
- Marian Gamwell, militare britannica (West Norwood, n. 1891 - Baliato di Jersey, † 1977)

## Modelle(2)
- Marian Bergeron, modella statunitense (West Haven, n. 1918 - Ohio, † 2002)
- Marian McKnight, ex modella statunitense (Manning, n. 1936)

## Pallamanisti(1)
- Marian Dumitru, ex pallamanista rumeno (n. 1960)

## Poeti(1)
- Marian Hemar, poeta e giornalista polacco (Leopoli, n. 1901 - Londra, † 1972)

## Politiche(2)
- Marian Harkin, politica irlandese (Sligo, n. 1953)
- Mimi Walters, politica statunitense (Dana Point, n. 1962)

## Politici(5)
- Marian Chodacki, politico e generale polacco (Nowy Sącz, n. 1898 - New York, † 1975)
- Marian Kotleba, politico slovacco (Banská Bystrica, n. 1977)
- Marian Krzaklewski, politico polacco (Kolbuszowa, n. 1950)
- Marian Lupu, politico moldavo (Bălți, n. 1966)
- Marian Zyndram-Kościałkowski, politico polacco (Kaunas, n. 1892 - Woking, † 1946)

## Presbiteri(1)
- Marian Konopiński, presbitero polacco (Przemęt, n. 1907 - Dachau, † 1943)

## Pugili(2)
- Marian Kasprzyk, ex pugile polacco (n. 1939)
- Marian Simion, ex pugile rumeno (Bucarest, n. 1975)

## Sceneggiatrici(2)
- Marian Ainslee, sceneggiatrice statunitense (Marceline, n. 1896 - Los Angeles, † 1966)
- Marian Constance Blackton, sceneggiatrice e attrice statunitense (New York, n. 1901 - Los Angeles, † 1993)

## Schermidori(3)
- Marian Kuszewski, schermidore polacco (Kielce, n. 1933 - Varsavia, † 2012)
- Marian Suski, schermidore polacco (Kielce, n. 1905 - Varsavia, † 1993)
- Marian Sypniewski, ex schermidore polacco (Bydgoszcz, n. 1955)

## Scrittrici(1)
- Marian Keyes, scrittrice irlandese (Limerick, n. 1963)

## Socialite(1)
- Marian Thayer, socialite statunitense (Filadelfia, n. 1872 - Haverford, † 1944)

## Sollevatori(2)
- Marian Jankowski, sollevatore polacco (Robaczyn, n. 1931 - Varsavia, † 2017)
- Marian Zieliński, sollevatore polacco (Chełm, n. 1929 - Varsavia, † 2005)

## Storici(2)
- Marian Biskup, storico polacco (Inowrocław, n. 1922 - Toruń, † 2012)
- Marian Kukiel, storico e generale polacco (Dąbrowa Tarnowska, n. 1885 - Londra, † 1972)

## Teologi(1)
- Marian Tumler, teologo austriaco (Silandro, n. 1887 - Vienna, † 1987)

## Triplisti(1)
- Marian Oprea, triplista rumeno (Pitești, n. 1982)

## Velocisti(3)
- Marian Dudziak, ex velocista polacco (n. 1941)
- Marian Foik, velocista polacco (Ruda Śląska, n. 1933 - Varsavia, † 2005)
- Marian Woronin, ex velocista polacco (Grodzisk Mazowiecki, n. 1956)